# Enoplometopus chacei
Enoplometopus chacei is een kreeftensoort uit de familie van de Enoplometopidae. De wetenschappelijke naam van de soort is voor het eerst geldig gepubliceerd in 1986 door Kensley & Child.